# Józef Wybieralski
Józef Wybieralski (ur. 9 marca 1946 w Poznaniu, zm. 7 listopada 2023) – polski hokeista na trawie, trener, olimpijczyk z Monachium 1972.

## Życiorys
Jeden z trzech braci (Jerzy, Andrzej) uprawiających hokej na trawie. Grał na pozycji napastnika. Przez całą karierę sportową reprezentował Wartę Poznań, z którą to drużyną zdobył mistrzostwo Polski na otwartych boiskach w latach 1965, 1976-1973, 1980) oraz w hali w latach 1967, 1969-1971, 1973, 1975-1976, 1979, 1982.
W reprezentacji Polski rozegrał 138 spotkań zdobywając w nich 29 bramek.
Uczestnik mistrzostw świata w roku 1975 rozegranych w Kuala Lumpur, podczas których Polska zajęła 10. miejsce oraz w roku 1978 rozegranych w Buenos Aires, podczas których Polska zajęła 9. miejsce.
Trzykrotnie wraz z reprezentacją Polski uczestniczył w mistrzostwach Europy:
- W roku 1970 rozegranych w Brukseli,podczas których polska drużyna zajęła 7. miejsce,
- W roku 1974 rozegranych w Madrycie,podczas których polska drużyna zajęła 5. miejsce,
- W roku 1978 rozegranych w Hanowerze, podczas których polska drużyna zajęła 5. miejsce.

Na igrzyskach olimpijskich w 1972 roku był członkiem drużyny, która zajęła w turnieju 11. miejsce.
W roku 1975 został powołany do reprezentacji Europy na mecz z Francją.
Po zakończeniu kariery sportowej trener oraz sędzia sportowy. W lutym 2020 został uhonorowany przez kapitułę Poznańskiej Gali Sportu tytułem Superseniora Poznańskiego Sportu.

## Rodzina
Był ojcem olimpijczyków: Krzysztofa i Łukasza.